# Škoda 32Tr SOR
Škoda 32Tr SOR – typ niskopodłogowego trolejbusu wytwarzanego przy współpracy firm Škoda Electric (wyposażenie elektryczne i montaż końcowy) i SOR Libchavy (nadwozie z autobusu SOR NS 12).

## Konstrukcja
32Tr to dwuosiowy, niskopodłogowy trolejbus o długości 12 m, który posiada nadwozie autobusu SOR NS 12. Wysokość podłogi wynosi 340 mm, a do wnętrza prowadzi troje drzwi. Może być wyposażony w akumulatory ładowane w czasie zasilania pojazdu z przewodów trakcyjnych, tak więc jako duobus może obsługiwać odcinki sieci trolejbusowej niewyposażone w sieć zasilającą.

## Historia
Pierwszych 10 trolejbusów 32Tr zakupił Městský dopravní podnik Opava, zgodnie z umową trolejbusy miały być dostarczone do września 2018 r. Prototyp przywieziono do Opawy w październiku 2018 r. i nadano mu numer taborowy 314. Pozostałe pojazdy wprowadzono do ruchu w grudniu tego samego roku. Umowę na dostawę dwóch egzemplarzy trolejbusu 32Tr podpisało pod koniec roku 2018 miasto Cieplice, a krótko później, w styczniu 2019 r., pięć wozów zamówił także Dopravní podnik města Pardubic. W czerwcu 2019 r. Cieplice podpisały umowę na dostawę kolejnych pięciu trolejbusów 32Tr.

## Dostawy
| Państwo        | Miasto         | Lata dostaw    | Liczba | Numery taborowe           | Uwagi             |        |
| -------------- | -------------- | -------------- | ------ | ------------------------- | ----------------- | ------ |
| Czechy         | Brno           | 2023–2024      | 20     | 3311–3330                 |                   | [ 6 ]  |
| Czechy         | Cieplice       | 2019–2020      | 7      | 181, 182, 506–510         |                   | [ 7 ]  |
| Czechy         | Igława         | 2020           | 10     | 10–16, 91–93              |                   | [ 8 ]  |
| Czechy         | Opawa          | 2018–2020      | 15     | 314–328                   | nr 314 – prototyp | [ 9 ]  |
| Czechy         | Pardubice      | 2019–2023      | 15     | 425–429, 460–465, 484–487 |                   | [ 10 ] |
| Łączna liczba: | Łączna liczba: | Łączna liczba: | 67     |                           |                   |        |